# Machaonia acunae
Machaonia acunae là một loài thực vật có hoa trong họ Thiến thảo. Loài này được Borhidi & M.Fernández Zeq. mô tả khoa học đầu tiên năm 1984.